# Kîșîn, Olevsk
Kîșîn (în ucraineană Кишин) este localitatea de reședință a comunei Kîșîn din raionul Olevsk, regiunea Jîtomîr, Ucraina.

## Demografie
Componența lingvistică a localității Kîșîn
     Ucraineană (99,72%)
     Alte limbi (0,22%)
Conform recensământului din 2001, majoritatea populației localității Kîșîn era vorbitoare de ucraineană (99,72%), existând în minoritate și vorbitori de alte limbi.